# Europäisierung (Politikwissenschaft)
Europäisierung beschreibt die Transformation sozialer, politischer Grundbedingungen und Prozesse und wird sowohl in der Sozial- und Politikwissenschaft als auch in der Geschichtswissenschaft zunehmend zur Beschreibung des gesellschaftlichen Wandels in Europa durch die europäische Integration gebraucht.

## Allgemeiner Sprachgebrauch und Begriffswandel
Der Begriff der Europäisierung wird in der Literatur unterschiedlich verwendet und im Allgemeinen in drei Bereichen angewendet. Im historischen Kontext meint er den Export von europäischen Werten, Kulturgütern und politischen Systemen im Rahmen und als Ergebnis des europäischen Kolonialismus. Im kulturellen Kontext bezieht er sich auf den Bedeutungsverlust von nationalen Identitäten durch die Entstehung und Angleichung an eine europäische Identität.
In der Politikwissenschaft wurden die Begriffe Europäisierung und europäische Integration ursprünglich synonym verwendet, da Europäisierung als „Europa-Werdung“ verstanden wurde, also als die Entstehung von politischen, rechtlichen und sozialen Institutionen auf europäischer Ebene.
Ab Anfang der 1990er Jahre erfolgte eine Ausdifferenzierung des Europäisierungsansatzes aus dem Ansatz der europäischen Integration. In Abgrenzung zur europäischen Integration beschreibt Europäisierung jetzt im Minimalkonsens die nationalen Reaktionen auf europäische Prozesse. Die durch Impulse der EU-Ebene ausgelösten politischen Veränderungen in den EU-Mitgliedsstaaten müssen dabei jedoch nicht unbedingt die europäische Integration vertiefen.
Einige politikwissenschaftliche Autoren unterscheiden zwischen einer Mitglieds- und Beitrittseuropäisierung. So wirkt sich die Europäisierung nicht nur auf EU-Mitgliedsstaaten aus, sondern auch auf potenzielle Beitrittskandidaten, wie beispielsweise die Türkei, oder auf EU-Nachbarländer wie Russland.
In der Politikwissenschaft gibt es eine Vielzahl von Definitionen des Konzeptes der Europäisierung. Eine erste und viel zitierte Definition verfasste 1994 Robert Ladrech, Professor für Politikwissenschaften an der School of Politics, International Relations and Philosophy, Keele University, UK. Er bezeichnet Europäisierung als einen stufenweisen Prozess einer Neuorientierung von Politik, indem politische Strömungen der europäischen Gemeinschaft Teil der nationalen Politik und Politikgestaltung werden.
Eine Weiterentwicklung dieser Definition von Robert Ladrech nahm Claudio Radaelli vor und formulierte das bisher umfassendste Konzept der Europäisierung. Er formuliert Europäisierung als Prozess der Veränderung der Logik nationalen politischen Handelns. Anders als das von Ladrech umfasst sein Konzept die Entstehung europäischer Politik, aber auch deren Rückwirkung auf die Nationalstaaten.
So ist Europäisierung ein interaktiver Prozess, der nicht nur die Auswirkungen europäischer Politik auf die nationale Ebene beschreibt, sondern auch die entgegengesetzte Wirkungsrichtung beinhaltet, da die Nationalstaaten – zumindest indirekt – für die europäischen Prozesse und die von der EU-Ebene ausgehenden Impulse verantwortlich sind, beziehungsweise diese beeinflussen.
Neben verschiedenen Definitionen existieren verschiedene Europäisierungskonzepte, wie das Misfit-Modell, das Transformationsmodell oder die Betrachtung der Europäisierung als Makroprozess.

## Theorien in der Politikwissenschaft
Obwohl spätestens seit Beginn des neuen Jahrtausends in den verschiedensten Politikfeldern immer mehr empirische Studien zur Europäisierung durchgeführt wurden, herrscht nach wie vor ein Theoriedefizit. Es existiert noch keine fertig ausgearbeitete Theorie, so dass alle hier aufgeführten Erklärungen lediglich als Theorieansätze verstanden werden können.

### Misfit-Modell
Das Misfit-Modell ist ein Grundmodell, das versucht, die Europäisierung zu erklären.
Dem Misfit-Modell liegt die Frage nach der Passfähigkeit der nationalen Strukturen angesichts des Europäisierungsdrucks zugrunde. Der Misfit zwischen den beiden Ebenen ist der zentrale Parameter für den Charakter und das Ausmaß des innerstaatlichen Wandels. Dabei geht das Ausmaß des Veränderungsdrucks nicht nur von der EU-Ebene aus, sondern hängt auch wesentlich von den innerstaatlichen Gegebenheiten ab. Je geringer also die Passfähigkeit ist, desto größer ist der Anpassungsdruck auf die nationalen Strukturen. Der innenpolitische Wandel beschränkt sich beim Misfit-Modell allerdings nur auf die innerstaatlichen Strukturen und bezieht einen Wandel der politischen Prozesse nicht mit ein. Dadurch, dass ein Misfit nur entsteht, wenn Anpassungsdruck von außen herrscht, also klare Vorgaben seitens der EU-Ebene bestehen, kann dieses Modell Europäisierung nur dann erklären, wenn der Integrationsprozess positiv verläuft. Andere Europäisierungsmechanismen, wie beispielsweise horizontale Impulse, können jedoch nicht erklärt werden.
Als Erklärungsmodell der Europäisierung hat sich das Misfit-Modell erst durch systematische Erweiterung unter dem Namen „Top-Down-Modell“ durchgesetzt.
Im „Top-Down-Modell“ geht es zusätzlich um die Frage, unter welchen Bedingungen es überhaupt zur Europäisierung, also zur Anpassung nationalstaatlicher Prozesse oder Institutionen auf Grund von EU-Impulsen kommt. Die Passfähigkeit wird als funktionales Defizit der nationalstaatlichen Ebene verstanden. Nur wenn sich nationalstaatliche Strukturen und Prozesse als unvereinbar mit den Impulsen der EU-Ebene erweisen, kommt es zu einer Anpassung. Voraussetzung ist hierbei, dass hinreichende innerstaatliche Bedingungen Veränderungen im Rahmen der Europäisierung auch zulassen.
Versucht ein nationalstaatlicher Akteur Veränderungen auf der EU-Ebene herbeizuführen, handelt es sich um europäische Integration und nicht um Europäisierung.
Folgendes Schema verdeutlicht die Europäisierung als EU-induzierter Adaptionsprozess:
| „Passfähigkeit“ („misfit“) zwischen Europäisierung und innerstaatlichen Strukturen (= Anpassungsdruck)                                                                    | → | \| Institutionen und Akteure reagieren auf Gelegenheitsstrukturen: - Zahl von Vetopositionen - Passfähige formale Institutionen → Redistribution institutioneller Ressourcen \| \| Normen und Ideen lösen Wandel aus: - Norm-Unternehmer - Passfähige informale Institutionen → Soziales Lernen, Norminternalisierung, Identitätsentwicklung \| | → | Innerstaatlicher Wandel im Hinblick auf: - Polity - Politics - Policies |
| Institutionen und Akteure reagieren auf Gelegenheitsstrukturen: - Zahl von Vetopositionen - Passfähige formale Institutionen → Redistribution institutioneller Ressourcen |   | |   |                                                                         |
| Normen und Ideen lösen Wandel aus: - Norm-Unternehmer - Passfähige informale Institutionen → Soziales Lernen, Norminternalisierung, Identitätsentwicklung                 |   | |   |                                                                         |

Das Misfit-Modell klärt allerdings nicht, wie der EU-Einfluss auf den innerstaatlichen Wandel bestimmt werden kann und ignoriert Einwirkung globaler Prozesse. Das Misfit-Modell reicht als alleiniges Modell zu Erklärung der Europäisierung somit nicht aus.

### Transformationsmodell

Das erweiterte und spezifizierte Transformationsmodell nach Beichelt

Im Transformationsmodell geschehen Änderungen von nationalstaatlichen Strukturen und Änderungen des nationalen politischen Systems durch binnenpolitische Prozesse.
Politische Prozesse der nationalstaatlichen Akteure beginnen und enden auf der nationalen Ebene.
Europäische Politik wird als eine externe Einwirkung auf den binnenpolitischen Prozess betrachtet.
Die Europäisierung wird hierbei nur als eine Variable unter mehreren gesehen, die die Ursache für einen innerstaatlichen Wandel ist. Primär sind die Ursache für einen Wandel jedoch Akteure, Probleme, Ressourcen, Politikstile und Diskurse der nationalen Ebene.
Die Grundidee des Transformationsmodells beschreibt also die Konzeption des nationalen politischen Prozesses durch externe europäischer Einflussfaktoren, aber auch durch globale Einflussfaktoren.
Der wesentliche Unterschied zum Misfit-Modell besteht darin, dass das Transformationsmodell die Transformation nationalstaatlicher Strukturen und binnenpolitischer Prozesse zwischen zwei Zeitpunkten (t0 und t1) untersucht.
Das Transformationsmodell erweitert dabei die Europäisierung um räumliche Kontexte, bestehend aus drei Ebenen, die Einfluss auf die Änderungen des politischen Prozesses nehmen, der das nationalstaatliche politische System transformiert.
Hierbei ist – im Gegensatz zum Misfit-Modell – nicht nur die EU-europäische Dimension ein wichtiger Einflussfaktor auf den politischen Prozess.
Zum einen wird eine regionale Dimension berücksichtigt, da zunehmend subnationale Akteure und regionale Netzwerke politische Entscheidungen beeinflussen.
Zum anderen spielt, wie bereits erwähnt, die globale Dimension eine wichtige Rolle. Die Integrationswissenschaft beispielsweise sieht die Europäisierung als einen Sonderfall der Globalisierung.
Durch Einbeziehen dieser räumlichen Kontexte besteht die Möglichkeit, den spezifischen Einfluss der EU-Ebene auf die nationalstaatliche Ebene gegenüber anderen Einflussfaktoren abzugrenzen und weitgehend isoliert zu betrachten.
Neben den räumlichen Kontexten kann das Transformationsmodell um systemische Kontextfaktoren erweitert werden. Normen und Ideen, Institutionen und Akteure werden als Mechanismen der Europäisierung angesehen.
Nebenstehendes Schema veranschaulicht die Wirkungsweise und -zusammenhänge der Europäisierung im Transformationsmodell.
Das Transformationsmodell kann bei Entscheidungen, die den binnenstaatlichen Policy-Zyklus durchlaufen, als Erklärung der Europäisierung angewendet werden, allerdings nicht bei Entscheidungen, die von der Kommission formal selbstständig getroffen werden.
Durch die hohe Komplexität des Transformationsmodells wird zudem eine konkrete Abbildung empirischer Situationen erschwert.
Ähnlich wie im Misfit-Modell ist im Transformationsmodell die Wirkungsrichtung europäischer Impulse auf die nationalstaatliche Ebene linear, die entgegengesetzte Wirkungsrichtung wird auch im Transformationsmodell als europäische Integration, nicht als Europäisierung bezeichnet.

### Teil eines Makroprozesses
Bei der Betrachtung der Europäisierung als Makroprozess kann die Europäisierung in drei sich überschneidende Ebenen eingeteilt werden: in die Ebene der Europäischen Union, die Ebene der Mitgliedsstaaten und die Globale Ebene. Ähnlich wie die Auswirkungen der Europäisierung, kann bei Betrachtung auf der Makroebene neben der Europäischen Union ein weiterer möglicher Impulsgeber für Veränderungen der nationalen Politik der EU-Mitgliedsländer entdeckt werden. Auch die Globale Ebene kann Effekte erreichen, die denen der Europäisierung ähneln. Während die Überschneidung von EU und Mitgliedsstaaten als Europäisierung bezeichnet werden kann, muss bei Prozessen zwischen Globaler Ebene und Mitgliedsstaaten, beziehungsweise Globaler Ebene und der EU unterschieden werden. Als Beispiele des Einflusses der Globalen Ebene auf die EU und später durch Europäisierung auf ihre Mitgliedsstaaten, können der Klimaschutz, eine gemeinsam angestrebte Finanzpolitik nach der Finanzkrise 2008 oder die Auseinandersetzung mit ACTA auf europäischer Ebene betrachtet werden.

## Vektoren der Europäisierung

### Europäisierung der nationalen Ebene
Der Einfluss der europäischen Politik auf die Mitgliedsstaaten wird auch als Top-down-Europäisierung bezeichnet. Der Prozess der Europäisierung beinhaltet Veränderungen, die im Zuge der europäischen Integration durch Europäisierungsimpulse hervorgerufen und dann in den Mitgliedstaaten umgesetzt werden. Europäisierungsimpulse können beispielsweise Richtlinien und Verordnungen sein, oder neu geschaffene Anreizstrukturen, Incentives für Fördergelder. Ein Beispiel hierfür ist die Umsetzung der Rechtsprechung des Europäischen Gerichtshofs in den jeweiligen Mitgliedsstaaten. Europäisierung ist jedoch kein homogenisierender Prozess. Die Reaktionen auf europäische Impulse fallen von Mitgliedstaat zu Mitgliedstaat sehr unterschiedlich aus. Auch zwischen den verschiedenen Dimensionen der nationalen Politik lassen sich bedeutende Unterschiede feststellen. Demzufolge ergaben sich voneinander abweichende Anpassungsprozesse in den Mitgliedstaaten. Beispiele aus der Umwelt- oder Klimapolitik zeigen, dass sich die Öffentlichkeit und die nationalen Systeme nach der „Expansion, Vertiefung und Institutionalisierung“ des europäischen Policy-Making erst auf die supranationale Herausforderung reagieren und dann als nationales System handeln mussten.
In jüngerer Zeit wurden vermehrt Auswirkungen der EU auf Nicht-Mitgliedsstaaten wie die Schweiz, Norwegen und die mittel- und osteuropäischen Mitgliedsländer, beziehungsweise EU-Beitrittskandidaten wie Kroatien thematisiert.
1. vom europäischen zum nationalen öffentlichen Sektor
2. vom europäischen öffentlichen zum nationalen privaten Sektor
3. vom europäischen privaten Sektor zum nationalen privaten Sektor
4. vom europäischen privaten Sektor zum nationalen öffentlichen Sektor

### Nationaler Einfluss auf europäischer Ebene
Der Einfluss der Mitgliedsstaaten auf die Europäische Union wird als Bottom-up-Europäisierung bezeichnet.
1. vom nationalen zum europäischen öffentlichen Sektor
2. vom nationalen öffentlichen zum europäischen privaten Sektor
3. vom nationalen zum europäischen privaten Sektor
4. vom nationalen privaten zum europäischen öffentlichen Sektor

Der Liberale Intergouvernementalismus ist eine Theorie der Politikwissenschaft, die erklärt, dass wirtschaftlich mächtigere Staaten eine höhere Chance haben eigene politische Ideen auf europäischer Ebene durchzusetzen. Wichtig hierfür sind nationale Präferenzen, die von Individuen bzw. von Interessengruppen, in denen sich Individuen zusammenschließen. Die Präferenz, welche sich im pluralistischen Wettbewerb durchsetzten kann, wird zu nationalem Interesse. Andere Meinungen sind – für den Staat – nicht mehr relevant. Dieses staatliche Interesse wird intergouvernemental, also zwischenstaatlich ausgesprochen und danach gehandelt. Andrew Moravcsik beschreibt diesen Prozess in seinem Buch „Preferences and Power in the European Community: A Liberal Intergovernementalist Approach“.

## Beispiele
Die Europäisierung lässt sich in den unterschiedlichsten Bereichen beobachten.
So spricht man beispielsweise von einer Europäisierung der Interessengruppen, wenn diese ihren Handlungshorizont um die europäische Ebene erweitern. Veränderungen können in der Struktur des Verbandssystems, bei den Partizipationsmöglichkeiten der Interessengruppe am politischen Geschehen sowie auch in der Strategie und der organisatorischen Struktur der Interessengruppen selbst festgestellt werden.
Unter der Europäisierung der Zivilgesellschaft versteht man das Entstehen einer europäischen Zivilgesellschaft.
Gerade in Hinblick einer Europäischen Öffentlichkeit ist der Begriff der Europäisierung ein zentraler Aspekt. Die Vertreter der neofunktionalistischen Theorienschule greifen eine Top-Down-Europäisierung auf. Durch einen sogenannten Übertragungseffekt überträgt sich das Interesse an Europa von der bereits vorhanden transnationale Fachöffentlichkeiten auf andere Öffentlichkeitsebenen. Diese Europäisierung „von Oben“ steht einer Bottom-up-Europäisierung, die Karl W. Deutsch in seiner transaktionistischen Theorie beschreibt, entgegen. Eine Europäische Öffentlichkeit nach Deutsch führt zu einer Integration durch Kommunikation, welche zu einer „Herausbildung eines Gemeinschaftsgefühls (sense of community)“ führt und „das zusammen mit Institutionen und Entscheidungsprozessen über längere Zeit stabile Erwartungen in der Bevölkerung auf friedliche Veränderungen begründet.“

### Beispiel Klimapolitik
Wie man an der Analyse des Europäisierungsprozesses erkennen kann, gibt es viele Einflüsse und Impulse, die auf die nationale Politik einwirken. Europäisierung ist immer noch ein sehr theoretischer Ansatz, der noch keine einheitliche Definition besitzt. Mittels verschiedener Theorien rund um den Europäisierungsansatz kann am Beispiel der Klimapolitik Deutschlands analysiert werden, dass nationale Politik von vielen Seiten beeinflusst wird, sei es durch die globale Ebene oder die europäische. Im Rahmen der positiven Integration kann die EU Verordnungen und Richtlinien in den Mitgliedstaaten geltend machen, die befolgt werden müssen und auf diese Weise die nationale Politik umgestalten können. EU-Politik kann zum einen auf rechtlichem Zwang basieren, zum anderen gibt es auch weiche Instrumente, die die EU zur Beeinflussung nutzen kann. Diese „weichen Faktoren“ sind bei der Klimapolitik nicht mehr ausreichend, da im Rahmen der Klimapolitik allgemein verbindliche Verordnungen und Maßnahmen durchgesetzt werden sollten, um den Klimaschutz zu verstärken. Deshalb ist es besonders wichtig, eine gesamteuropäische Lösung in der Energiepolitik voranzutreiben, um effektive und klimaneutrale Energie zu gewinnen. Die Europäisierung gerade im Bereich der deutschen Klimapolitik ist deshalb ein unverzichtbarer Prozess, der intensiviert wird. Bisher hat bereits eine zunehmende Verlagerung gemeinschaftlicher umweltpolitischer Ziele und Kompetenzverlagerungen stattgefunden und auch die supranationale Gesetzgebung hat sich am Beispiel der Klimapolitik mehr und mehr verdichtet.

### Beispiel Rüstungslobbyismus
Von einer Europäisierung der Interessengruppen kann in Bezug auf den Lobbyismus von europäischen Rüstungsunternehmen gesprochen werden. Die Rüstungsindustrie hat ihren Handlungshorizont längst um die europäische Ebene erweitert. Der nationale Markt allein stellt sich als zu klein heraus. Infolgedessen versuchen die Unternehmen selbst und durch transnationale think tanks, wie bspw. die Kangaroo Group und die Security Defense Agenda (SDA), die Europäisierung des Rüstungsmarktes durch Lobbyismus voranzutreiben. Eine voranschreitende Kompetenz der EU in der Verteidigungspolitik und damit eine voranschreitende Europäisierung dergleichen, ist Mittel zum Zweck für Profitsteigerung. Denn dies geht auch einher mit der massiven Modernisierung und Neuanschaffung von Waffensystemen. Der Perspektivenwechsel Richtung EU-Ebene lässt sich auch an den Lobbyausgaben der Branche sehen. 2016 betrugen laut dem Transparenzregister die Lobbyausgaben der Rüstungsindustrie etwa 54,7 Millionen Euro. Die Zahlen sind in Realität vermutlich noch enorm höher, da allein die Lobbyorganisation AeroSpace and Defence Industries Association of Europe (ASD) laut den Angaben der belgischen Nationalbank etwa zehnmal so viel für Lobbying ausgegeben haben soll, als offiziell angegeben. Zudem haben sich die Lobbyausgaben der zehn größten europäischen Rüstungsunternehmen im Zeitraum von 2012 bis 2016 etwa verdoppelt und steigen seitdem weiter an.

## Systemebenen der Europäisierung
Die Auswirkungen auf die nationale Politik der EU-Mitgliedsländer findet in den Bereichen der polity, politics und policies statt.

### Polity
Auf der strukturellen Ebene werden vor allem Auswirkungen auf die staatlichen Institutionen und Verwaltungsvorgänge betrachtet.

### Politics
Im Prozessbereich finden sich vor allem Auswirkungen auf dem Feld der Interessenvermittlung. Die Bildung von Interessenverbänden auf europäischer Ebene kann dabei zu Auswirkungen auf nationale Interessenvermittlung führen.

### Policy
Bezüglich der Politikinhalte wird vor allem die Implementierung von europäischen Vorgaben betrachtet.

## Institutionelle und gesellschaftliche Folgen von Europäisierung
In der Europäisierungsforschung herrscht ein ausgeprägter Theorienpluralismus. Im Folgenden sollen die am meisten verbreiteten Thesen zu den Folgen von Europäisierung dargestellt werden.

### Institutionelle Folgen
Hier handelt es sich um die Folgen bezogen auf die politischen Institutionen, somit auf die Polity-Ebene.

#### Fusionsthese
In der Fusionsthese bleibt der Nationalstaat als solcher im Europäisierungsprozess bestehen, wandelt sich dabei allerdings ständig formal wie substanziell. Es findet eine Verschmelzung bzw. Fusionierung staatlicher Handlungs- und Steuerelemente statt, wobei die Gewalt teils von der EU, teils vom Nationalstaat ausgeht. Diese Fusion ist irreversibel.

#### Politikverflechtungsthese
Die Politikverflechtungsthese stellt einen Gegensatz zur Fusionsthese dar. Hier geht man von einer föderalen Ordnung der EU aus. Allerdings behält sich diese These der Möglichkeit der Entflechtung offen. Kompromisse und bottom-up-Prozesse sind die Folge.

#### Politiknetzwerkthese
Die Politiknetzwerkthese entspringt dem Governance-Ansatz. Es finden sich verschiedene Akteure in Netzwerken zusammen, um ihre gemeinsamen Interessen zu akkumulieren. Dabei werden nationalstaatliche Grenzen zunehmend porös. So sind nationalstaatliche Netzwerke von EU-Netzwerken je nach Interessen zu unterscheiden. Siehe hierzu auch Korporatismus, Lobbyismus.

### Gesellschaftliche Folgen
Hier handelt es sich um die Folgen bezogen auf die Gesellschaften und Kulturen Europas.

#### Politisch-kultureller Wandel
Beim Politisch-kulturellen Wandel handelt es sich um einen konstruktivistischen Ansatz (→Konstruktivismus), bei dem die Wirkmächtigkeit von Wertsystemen und Normen für politisches Handeln (framing) untersucht wird. Es wird unter anderem der Frage nachgegangen, warum Staaten ohne Druck seitens der EU pro-EU Entscheidungen fällen. Dabei wird untersucht, inwieweit eine neue Kultur entsteht:eine europäische Kultur.

#### Europäisierung durch regulativen Wettbewerb
Bei der Europäisierung durch regulativen Wettbewerb werden, wie der Name vermuten lässt, die Europäisierungsfolgen aufgrund des ökonomischen Wettbewerbs in Europa untersucht. Dabei beschäftigt man sich mit dem vorhandenen Druck von EU-Mitglieds- aber vor allem Nichtmitgliedsstaaten zur europäischen Marktintegration aufgrund wirtschaftlicher Vorteile, obwohl die EU-Politik für den europäischen Markt nur den Rahmen liefert.